# Item 47
Item 47 è un cortometraggio direct-to-video del 2012 con l'organizzazione S.H.I.E.L.D. (Divisione Strategic Homeland Intervention Enforcement and Logistics) della Marvel Comics, prodotto da Marvel Studios e distribuito da Walt Disney Studios Home Entertainment sulla versione Home media di The Avengers di Marvel. È lo spin-off di The Avengers, ed è il terzo film della serie di cortometraggi Marvel One-Shots. Il film è diretto da Louis D'Esposito, con una sceneggiatura di Eric Pearson, ed è ambientato nel Marvel Cinematic Universe (MCU), condividendo la continuità con i film della serie. Ha come protagonisti Lizzy Caplan, Jesse Bradford, Maximiliano Hernández e Titus Welliver, con Hernández che riprende il suo ruolo nella serie cinematografica. In Item 47, due civili trovano un'arma Chitauri e la usano per commettere rapine.
Il corto ha contribuito a portare l'ABC a ordinare uno spin-off di una serie televisiva, Agents of S.H.I.E.L.D., che è stato trasmessa a settembre 2013.

## Trama
Benjamin "Bennie" Pollack e Claire Wise sono una giovane coppia segnata dalle ristrettezze economiche da quando lui ha perso il suo lavoro di ricercatore. Dopo i fatti di New York, la sfortunata coppia trova un'arma chitauriana ed inizia ad usarla per rapinare le banche, attirando l'attenzione dello S.H.I.E.L.D., che ordina agli agenti Sitwell e Blake di recuperare l'arma (denominata "Item 47") e neutralizzare i due rapinatori. Rintracciati Bennie e Claire in un motel, Sitwell riesce ad arrestarli dopo una breve colluttazione nella quale distruggono la stanza e i soldi ma, in seguito, impressionato dal lavoro svolto dallo scienziato sul manufatto alieno, anziché ucciderli come ordinatogli, propone loro di unirsi allo S.H.I.E.L.D.; Bennie viene quindi assegnato alla sezione ricerca e sviluppo mentre Claire diviene l'assistente personale di Blake.

## Produzione
Item 47 è stato diretto dal co-presidente della Marvel Studios Louis D'Esposito, scritto da Eric Pearson, e presenta musiche di Christopher Lennertz. Il cortometraggio, è stato girato in quattro giorni. Rispetto ai precedenti due, la durata passa da 4 a 12 minuti circa. Pearson e D'Esposito hanno avuto l'idea per il corto dopo aver visto The Avengers e aver pensato: "New York è un casino, ci devono essere armi ovunque". Una delle prime idee che Pearson e il produttore esecutivo Brad Winderbaum avevano per il terzo corto One-Shot riguardava il funerale di Phil Coulson dopo la sua morte in The Avengers, ma alla fine hanno deciso di non "fare affidamento" su Coulson ancora una volta dopo che i due precedenti One-Shot si sono concentrati su di lui.

## Distribuzione
Item 47, è stato incluso nel Blu-ray di The Avengers, uscito il 29 agosto 2012, mentre il 25 settembre 2012 negli Stati Uniti. Il film è stato distribuito in Italia in lingua originale con sottotitoli. Sarà anche incluso nel bonus-disc del cofanetto Marvel Cinematic Universe: Phase Two Collection (disponibile solo in versione inglese), che comprende tutti i film della Fase Due dell'MCU e gli altri Marvel One-Shots. La raccolta include commenti audio di D'Esposito, Hernandez, Welliver e Bradford ed è stata pubblicata l'8 dicembre 2015. Il corto, anche in lingua italiana, è diventato disponibile su Disney+ il 21 gennaio 2022 insieme agli altri One-Shots.

## Accoglienza
Andre Dellamorte di Collider ha definito Item 47 "stupido". William Bibbiani di Crave Online ha dichiarato: "Il cortometraggio è in gran parte un successo: Hernandez, Bradford e Caplan sono tutti in ottima forma sebbene Welliver sembri sellato con un dialogo un po' imbarazzante, in particolare per quanto riguarda Coulson, che non vende del tutto". Spencer Terry di Superhero Hype! ha detto: "[Item 47] è facilmente il migliore che abbiano mai fatto, e penso che possa essere attribuito alla sua lunghezza, visto che è tre volte più lungo degli altri One-Shots. Con un tempo di esecuzione più lungo, il cortometraggio non deve affrettarsi a mostrarci tutto ciò che vuole - otteniamo una chiara comprensione sia della prospettiva dello S.H.I.E.L.D., sia del punto di vista dei rapinatori."

## Serie televisiva
Il CEO della Disney Bob Iger ha dato il via libera a una serie televisiva basata sullo S.H.I.E.L.D. della ABC dopo aver visto Item 47. Agents of S.H.I.E.L.D. è stata ufficialmente presentata nel maggio 2013. Welliver, essendo stato introdotto nel One-Shot, riprende il suo ruolo nella serie come guest star.